# Црвени виноград
Црвени виноград (хол. De rode wijngaard) је дело холандског сликара Винсент ван Гога. Насликана је у новембру 1888. године, техником уље на платну. Позната је по томе што је то једина слика коју је сликар успео да прода за живота.

## О слици
Ово дело је урађено за време његовог боравка у граду Арл, на југу Француске. Иако је тамо провео кратак период живота, од фебруара 1888. године до маја 1889. године, то се сматра најпродуктивнијим у читавом уметниковом животу. Ван Гог је био инспирисан околним пејзажем, погледом на град и село. Сликајући ово дело користио је сећање и имагинацију, јер се налазио у Жутој кући, у потпуности удаљен од винограда. У писму свом брату Теу 2. октобра 1888. године наговестио је да ће сликати тај виноград, описујући притом своје одушевљење истим.

## Власништво
Црвени виноград је први пут изложен на званичној изложби групе Les XX, 1890. године у Бриселу. Тада бива продата Ани Бок за 400 франака, што би садашњом проценом износило 800-850€. Она је била сликарка импресионизма, чланица групе Les XX, а позната и као уметнички мецена из Брисела. Била је сестра Еуџина Бока, такође импресионистичког сликара и пријатеља Ван Гога, те је том куповином желела охрабрити и подстакнути Винсента како би наставио са стварањем. Ову слику је чувала у салону мистике, заједно са осталим знаменитим сликама постимпресиониста, где су често били организовани концерти и соло наступи.
Касније слика прелази у руке познатог руског колекционара Сергеја Шчукина, да би данас била власништво Пушкиновог музеја у Москви.

## Физичке карактеристике
Димензије овог дела су 75 са 93 cm, техника је уље на платну. Тематика овог дела је пејзаж. Коришћени ликовни елементи су претежно боје, облици и контраст.